# Bólstaðarhlíðarfjall
Bólstaðarhlíðarfjall är ett berg i republiken Island. Det ligger i regionen Norðurland vestra, 180 km nordost om huvudstaden Reykjavík. Toppen på Bólstaðarhlíðarfjall är 580 meter över havet.
Trakten runt Bólstaðarhlíðarfjall är nära nog obefolkad, med mindre än två invånare per kvadratkilometer. Närmaste större samhälle är Varmahlíð, omkring 18 kilometer öster om Bólstaðarhlíðarfjall. Trakten runt Bólstaðarhlíðarfjall består i huvudsak av gräsmarker.